# Francesco Roccella
Francesco Roccella, detto Franco Roccella (Riesi, 2 gennaio 1924 – Roma, 22 dicembre 1992), è stato un giornalista e politico italiano, uno dei fondatori del Partito Radicale.

## Biografia
In gioventù, studente della Facoltà di Giurisprudenza dell'Università di Bologna, fu un importante esponente dell'Unione Goliardica italiana, poi diventò giornalista professionista de Il Giorno. Politicamente fu prima esponente del Partito d'Azione e poi del Partito Socialista Democratico Italiano. In seguito fu fra i fondatori del Partito Radicale.
Venne eletto in Parlamento alla Camera dei Deputati nel 1979. Ricandidato alle elezioni del 1983, inizialmente non fu confermato, ma subentrò a Montecitorio nel luglio 1984 dopo le dimissioni di Giovanni Negri. Nel febbraio 1986 lasciò il Partito Radicale, per aderire due mesi più tardi al Partito Socialista Italiano, che rappresentò alla Camera fino al 1987.
Successivamente fu sindaco di Riesi dal 18 novembre 1991 al 1º settembre 1992. Si spense tre mesi dopo.
Era padre di Eugenia Roccella, deputata nelle legislature XVI, XVII e XIX e Ministro per la Famiglia, Natalità e Pari Opportunità nel governo Meloni.